# Die Nacht der Wahrheit
Die Nacht der Wahrheit ist ein US-amerikanisches Filmdrama aus dem Jahr 1951 von Joseph Losey mit John Barrymore jr. und Preston Foster in den Hauptrollen. Der Film noir basiert auf dem 1948 veröffentlichten Roman Dreadful Summit von Stanley Ellin, der in Deutschland 1961 unter dem Titel Befehl des Bösen erschien.

## Handlung
George La Main feiert seinen 17. Geburtstag. Von seinem Vater Andy, Besitzer einer Bar, bekommt George einen Kuchen. Er wundert sich, dass die Freundin seines Vaters, Frances, nicht mitfeiert. Kurz darauf betritt der verkrüppelte Kolumnist Al Judge die Bar. Er befiehlt Andy sich auszuziehen und schlägt ihn brutal mit seinem Krückstock. George will dazwischengehen, wird aber vom Barkeeper Flanagan zurückgehalten. Nachdem Judge gegangen ist, will George wissen, was los ist, doch sein Vater sagt ihm nur, dass er den Vorfall vergessen soll.
Als Andy sich zur Ruhe legt, zieht George dessen Anzug, Krawatte und Hut an und verlässt das Haus mit einer Pistole, die er unter der Kasse der Bar gefunden hat. Auf seinem Weg wird er von Mr. Erlich angesprochen, dem Besitzer eines Drugstores. Erlich bittet George kurz auf sein Baby aufzupassen. Im Kinderzimmer posiert George vor dem Spiegel mit der Waffe. Als das Kind schreit, nimmt er es auf den Arm. Erlich kommt zurück und lobt George für den Umgang mit dem Kind. Als George gehen will, bemerkt Erlich, wie intelligent George war, nicht gekämpft zu haben.
George besucht einen Boxkampf und kauft versehentlich zwei Tickets. Das überzählige Ticket verkauft er an einen Fremden und setzt sich neben ihn. Der Fremde stellt sich als Dr. Cooper vor, der Journalismus lehrt. Mit Hilfe von Coopers Fernglas sucht er das Publikum nach Judge ab, findet ihn aber nicht. Cooper kennt Judge und bringt George zu ihm. Dabei wird er von Peckinpaugh, einem von Judges Männern, abgelenkt. Der mittlerweile betrunkene Cooper rät ihm, stattdessen den Florida-Nachtclub zu besuchen. Im Club lernt George Coopers Freundin Julie Rostina kennen. George führt sie auf die Tanzfläche, doch schon nach wenigen Schritten wendet sie sich Cooper zu. Julie erzählt Cooper, dass ihre Schwester Marion zurückgekehrt sei. Cooper erinnert sie daran, dass er Marion nicht leiden kann. Zu dritt verlassen sie den Club.
George wacht auf der Couch in Coopers Appartement auf und lernt Marion kennen, die heimlich seine Waffe versteckt hat. Marion erzählt ihm, sie könne Cooper nicht leiden, weil ihr Vater ihn beim ersten Anblick abgelehnt hat. George erzählt ihr, wie stolz er auf seinen Vater war und wie sehr er ihm nun misstraue. Er findet seine Waffe und sucht Judges Redaktion auf. Ein Angestellter, der erfährt, dass George mit Judge abrechnen will, gibt ihm bereitwillig die Adresse. George dringt in Judges Appartement ein, bedroht Judge mit der Pistole und fragt, wo Frances ist. Judge erklärt, dass Frances, seine Schwester, vor einer Woche Selbstmord beging, weil Andy sie nicht heiraten wollte. George glaubt ihm nicht, kann aber nicht schießen, weil Judge offensichtlich seine eigene Geschichte glaubt. Als er sich abwendet, um zu gehen, greift Judge nach ihm. Es kommt zu einem Handgemenge, bei der sich ein Schuss löst und Judge trifft.
In seiner Panik flüchtet George zu Cooper und gesteht dort Marion, was bei Judge geschah und dass er seinem Vater nicht sagen konnte, dass er ihn liebe. Der gerade erwachte Cooper hört das Geständnis über Judge und wirft George raus. George geht nach Hause. Dort will die Polizei gerade seinen Vater festnehmen. George schreit, dass er Judge erschossen habe. Da Judge nur leicht verletzt wurde, versuchen die Beamten George zu überreden, ihnen die Waffe auszuhändigen. Vollkommen aufgelöst stürmt George in die Bar. Sein Vater erklärt ihm, dass er Frances nicht heiraten konnte, weil er immer noch mit Georges Mutter verheiratet war. George glaubte bislang, seine Mutter sei tot. Andy klärt ihn auf, dass sie ihn wegen eines anderen Mannes verlassen hat. Er hat das seinem Sohn nie gesagt, damit er seine Mutter nicht hasst. Die beiden lassen sich von der Polizei abführen. Flanagan schließt die Tür der Bar und bringt den Kuchen weg, der die ganze Nacht über auf dem Tresen stand.

## Produktion

### Hintergrund
Gedreht wurde der Film vom 21. Mai bis Mitte Juni 1951 in Los Angeles.
Im Vorspann wurden nur Joseph Losey und Stanley Ellin als Drehbuchautoren erwähnt. Die Co-Autoren Hugo Butler und Ring Lardner jr. standen zu der Zeit auf der Schwarzen Liste wegen angeblicher Sympathie für den Kommunismus. Erst im Jahr 2000 wurden beide durch die Writers Guild of America in die Credits eingefügt.

### Stab
Edward G. Boyle war für das Szenenbild zuständig. Verantwortliche Toningenieure waren Mac Dalgleish und Leon Becker.

### Besetzung
In kleinen nicht im Abspann erwähnten Nebenrollen traten Robert Aldrich, Lane Chandler, Barry Norton und Charles Wagenheim auf. Ebenfalls unerwähnt blieb Joseph Mell als Mr. Erlich.
Für Dorothy Comingore war es die letzte Filmrolle, nachdem sie, wie schon Butler und Lardner, auf die Schwarze Liste gesetzt wurde. Auch Howland Chamberlain und Regisseur Losey ereilte das gleiche Schicksal. Beide konnten ihre Karrieren jedoch fortsetzen.

## Synchronisation
Die deutsche Synchronfassung entstand 1987 im Auftrag der Bavaria Synchron GmbH in München.
| Rolle          | Schauspieler        | Deutscher Synchronsprecher |
| -------------- | ------------------- | -------------------------- |
| George La Main | John Barrymore jr.  | Pierre Franckh             |
| Andy La Main   | Preston Foster      | Jochen Striebeck           |
| Marion Rostina | Joan Lorring        | Madeleine Stolze           |
| Al Judge       | Howard St. John     | Wolfgang Hess              |
| Julie Rostina  | Dorothy Comingore   | Kornelia Boje              |
| Dr. Cooper     | Philip Bourneuf     | Erich Hallhuber            |
| Flanagan       | Howland Chamberlain | Horst Sachtleben           |

## Veröffentlichung
Die Premiere des Films fand am 5. Dezember 1951 in Boston statt. In der Bundesrepublik Deutschland wurde er am 1. September 1987 im deutschen Fernsehen ausgestrahlt.

## Kritiken
Der Filmkritiken-Aggregator Rotten Tomatoes hat in einer Auswertung von fünf Kritiken eine Zustimmungsrate von 60 Prozent errechnet. Das Publikumsergebnis hat sich bei 45 Prozent positiver Bewertungen eingependelt.
Das Lexikon des internationalen Films schrieb: „Das düstere Porträt einer von Gewalt, Gangstertum und gestörten menschlichen Beziehungen geprägten Welt, der der Regisseur menschliche Werte entgegenzusetzen versteht. In der Hauptrolle zeichnet sich deutlich der desillusionierte James-Dean-Typ jener Zeit ab.“
Die Filmzeitschrift Cinema befand: „Düsterer Vater-Sohn-Konflikt im Gangstermilieu.“
Bosley Crowther von der The New York Times notierte, dass nicht nur die Geschichte anmaßend und gekünstelt sei ohne Verdeutlichung der Charaktere und des Themas. Regisseur Losey habe den Film zudem provozierend großtuerisch inszeniert. Die professionellen Darsteller spielen, als sei es eine Übung an einer Schauspielschule.
Manny Farber bemängelte in der Zeitschrift The Nation, der Film sei so langsam und düster, Barrymores sanftmütige Mimik so unzusammenhängend einbezogen, dass er möglicherweise mehr Sinn mache, wenn er rückwärts laufe.
Im Magazin The New Yorker schrieb Richard Brody, Loseys nervenstrapazierender Stil passe zum Thema. Die wirren Bilder und die holprigen Dialoge beschwören Georges unbewältigtes Durcheinander von Gewissen und Identität hervor.